# 青津潤平
青津 潤平（あおつ じゅんぺい、1984年4月23日 - ）は、日本の男性キックボクサー。東京都出身。NPO JEFA所属。元J-NETWORKライト級暫定王者。

## 来歴
2007年6月10日、J-NETWORKの選手育成大会「J-FIGHT 16」でデビュー。デビュー戦は0-0の判定ドローとなったが、2戦目から10連勝を果たした。
2009年5月6日、J-NETWORKライト級王者黒田アキヒロに挑戦。最終5回に左肘打ちで黒田の額をカットさせるも、1-0の判定ドローで王座獲得はならなかった。
2009年7月24日、Krush初参戦となったKrushライト級グランプリ2009の1回戦で山本真弘と対戦し、0-3の判定負けを喫した。8月14日のリザーブファイトでは総合格闘家宮下トモヤと対戦し、3-0の判定勝ちを収めた。
2010年3月13日、Krush×Survivorで久保優太と対戦し、0-3の判定負けを喫した。
2010年5月3日、J-NETWORKライト級暫定王座決定戦で塚原光斗と対戦し、左肘打ちでKO勝ちを収め暫定王座を獲得した。当初は王者黒田アキヒロとタイトルマッチで再戦する予定であったが、黒田が負傷したために塚原との暫定王座決定戦に変更された。
2010年8月22日、J-NETWORKライト級王座統一戦で黒田アキヒロと対戦し、0-2の判定負けを喫し暫定王座から陥落した。
2010年12月12日、Krush初代王座決定トーナメント～Round.1～で、K-1甲子園2009王者野杁正明と対戦し、0-2の判定負けを喫した。
2011年6月12日、Krush-EX 2011 vol.3のセミファイナルで、後藤勝也と対戦し、延長の末3-0の判定勝ちを収めた。
2011年8月14日、「Krush.11」で初代WMAF世界スーパーフェザー級王者TURBΦと対戦し延長Rの末2-1の判定勝ちを収めた。

## 戦績
| キックボクシング 戦績 | キックボクシング 戦績 | キックボクシング 戦績 | キックボクシング 戦績 | キックボクシング 戦績 | キックボクシング 戦績 | キックボクシング 戦績 |
| --------------------- | --------------------- | --------------------- | --------------------- | --------------------- | --------------------- | --------------------- |
| 27 試合               | (T)KO                 | 判定                  | その他                | 引き分け              | 無効試合              |                       |
| 17 勝                 | 2                     | 15                    | 0                     | 2                     | 0                     |                       |
| 8 敗                  | 1                     | 7                     | 0                     | 2                     | 0                     |                       |

| 勝敗 | 対戦相手         | 試合結果                                | 大会名                                                                                          | 開催年月日     |
| ○    | TURBΦ            | 延長R終了 判定2-1                       | Krush.11                                                                                        | 2011年8月14日  |
| ○    | 後藤勝也         | 延長R終了 判定3-0                       | Krush-EX 2011 vol.3                                                                             | 2011年6月12日  |
| ×    | 野杁正明         | 3R終了 判定0-2                          | Krush初代王座決定トーナメント～Round.1～ 【Krush－60kg初代王座決定トーナメント1回戦】           | 2010年12月12日 |
| ×    | 町田光           | 3R終了 判定0-3                          | 谷山ジム主催「Big bang 3 〜ビッグバン 統一への道 其の参〜」                                     | 2010年9月23日  |
| ×    | 黒田アキヒロ     | 5R終了 判定0-2                          | J-NETWORK「FORCE for the TRUTH of J 4th」 【J-NETWORKライト級王座統一戦】                       | 2010年8月22日  |
| ×    | TaCa             | 2R 1:12 KO（3ノックダウン：パンチ）     | Krush.8                                                                                         | 2010年7月9日   |
| ○    | 塚原光斗         | 2R 1:22 KO（左肘打ち）                  | J-NETWORK「FORCE for the TRUTH of J 2nd」 【J-NETWORKライト級暫定王座決定戦】                   | 2010年5月3日   |
| ×    | 久保優太         | 3R終了 判定0-3                          | Krush×Survivor                                                                                  | 2010年3月13日  |
| ○    | ファイヤー原田   | 3R終了 判定3-0                          | J-NETWORK「FORCE for the TRUTH of J 1st」                                                       | 2010年2月21日  |
| ○    | 水谷秀樹         | 3R終了 判定3-0                          | Krush.5                                                                                         | 2010年1月4日   |
| ×    | 遠藤智史         | 3R終了 判定0-3                          | J-NETWORK「GET REAL in J-WORLD FINAL 〜Invading 尚武会〜」                                      | 2009年11月27日 |
| ○    | 麻原将平         | 3R+延長R終了 判定3-0                    | Krushライト級グランプリ2009 〜決勝戦 Final Round〜                                              | 2009年11月2日  |
| ×    | 中須賀芳徳       | 3R終了 判定0-3                          | Krush.4                                                                                         | 2009年9月22日  |
| ○    | 宮下トモヤ       | 3R終了 判定3-0                          | Krushライト級グランプリ2009 〜開幕戦 Round.2〜 【Krushライト級グランプリ2009 リザーブファイト】 | 2009年8月14日  |
| ×    | 山本真弘         | 3R終了 判定0-3                          | Krushライト級グランプリ2009 〜開幕戦 Round.1〜 【Krushライト級グランプリ2009 1回戦】            | 2009年7月24日  |
| △    | 黒田アキヒロ     | 5R終了 判定1-0                          | J-NETWORK「GET REAL in J-WORLD 2nd」 【J-NETWORKライト級タイトルマッチ】                        | 2009年5月6日   |
| ○    | 笠原淳           | 3R終了 判定3-0                          | J-NETWORK「GET REAL in J-WORLD 1st」                                                            | 2009年2月1日   |
| ○    | リョウ・ペガサス | 3R終了 判定3-0                          | J-NETWORK「Let's Kick with J the FINAL」                                                        | 2008年11月30日 |
| ○    | 安東辰也         | 3R+延長R終了 判定3-0                    | J-NETWORK「J-FIGHT in SHINJUKU 〜vol.5〜」                                                      | 2008年9月7日   |
| ○    | ファイヤー原田   | 3R 0:50 TKO（ドクターストップ：カット） | J-NETWORK「J-FIGHT in SHINJUKU 〜vol.4〜」                                                      | 2008年7月21日  |
| ○    | 小磯哲史         | 3R終了 判定3-0                          | J-NETWORK「Let's Kick with J the 3rd」                                                          | 2008年6月1日   |
| ○    | 高木秀明         | 3R終了 判定3-0                          | J-NETWORK「Let's Kick with J the 2nd」                                                          | 2008年4月11日  |
| ○    | 生井宏樹         | 3R終了 判定3-0                          | J-NETWORK「Let's Kick with J the 1st」                                                          | 2008年2月29日  |
| ○    | 渡部太基         | 3R終了 判定3-0                          | 全日本キックボクシング連盟「New Year Kick Festival 2008」                                       | 2008年1月4日   |
| ○    | 小道洋輔         | 3R終了 判定3-0                          | J-NETWORK「Championship Tour of J Final」                                                       | 2007年11月9日  |
| ○    | 小川顕広         | 3R終了 判定3-0                          | J-NETWORK「Championship Tour of J 2nd」                                                         | 2007年9月16日  |
| △    | 南海王鉄信       | 3R終了 判定0-0                          | J-NETWORK「J-FIGHT 16」                                                                         | 2007年6月10日  |

## 獲得タイトル
- J-NETWORKライト級暫定王座